# لويدز بنك
لويدز بنك هو بنك تجزئة وتجارة بريطاني وله فروع في جميع أنحاء إنجلترا وويلز. لقد تم اعتباره تقليديًا أحد بنوك المقاصة «الأربعة الكبار». تأسس البنك في برمنغهام عام 1765. توسع خلال القرنين التاسع عشر والعشرين واستحوذ على عدد من الشركات المصرفية الأصغر. في عام 1995 ، اندمج مع بنك تراستيه الادخاري وتم تداوله كبنك لويدز بين عامي 1999 و 2013.
البنك هو الفرع الرئيسي لمجموعة لويدز المصرفية ، التي تم تشكيلها في يناير 2009 من خلال الاستحواذ على اتش بي او اس من قبل مجموعة لويدز تي إس بي آنذاك. في ذلك العام، بعد حزمة إنقاذ البنوك البريطانية ، استحوذت الحكومة البريطانية على حصة 43.4 ٪ في مجموعة لويدز المصرفية. كشرط فرضته المفوضية الأوروبية فيما يتعلق بالمساعدات الحكومية،  أعلنت المجموعة لاحقًا أنها ستنشئ شركة جديدة للخدمات المصرفية للأفراد بالتجزئة، تتكون من عدد من فروع لويدز تي إس بي وفروع شلتنهام وجلوستر . بدأت الأعمال الجديدة عملياتها في 9 سبتمبر 2013 تحت العلامة التجارية تي إس بي. تم تغيير اسم البنك لاحقًا إلى لويدز بنك في 23 سبتمبر 2013. في 17 مارس 2017 ، أكدت الحكومة البريطانية بيع حصتها المتبقية في مجموعة لويدز المصرفية. 
بنك لويدز هو أكبر بنك تجزئة في بريطانيا،  ولديه شبكة واسعة من الفروع وأجهزة الصراف الآلي في إنجلترا وويلز (بالإضافة إلى ترتيب لعملائه لخدمتهم من قبل فروع بنك أوف سكوتلاند في اسكتلندا وفروع هاليفاكس في الشمال أيرلندا والعكس بالعكس) وتقدم خدمات الهاتف عبر الإنترنت والخدمات المصرفية عبر الإنترنت على مدار 24 ساعة. اعتبارًا من 2012 لديها 16مليون عميل شخصي وحسابات أعمال صغيرة.
لديها مقر عملياتها في لندن ومكاتب أخرى في ويلز واسكتلندا . كما تدير عددًا من مجمعات المكاتب ومقار العلامة التجارية ومراكز البيانات في يوركشاير بما في ذلك ليدز وشيفيلد وهاليفاكس .

## روابط خارجية
- الموقع الرسمي
- مؤسسة لويدز TSB
- مجموعة لويدز المصرفية
- TSB